# لیو بنهاکر
لیو بنهاکر (هلندی: Leo Beenhakker؛ ۲ اوت ۱۹۴۲ – ١٠ آوریل ۲۰٢۵) بازیکن و مربی فوتبال اهل هلند بود. وی سرمربی تیم ملی فوتبال هلند در جام جهانی فوتبال ۱۹۹۰ و سرمربی تیم ملی فوتبال ترینیداد و توباگو در جام جهانی فوتبال ۲۰۰۶ بوده است.

## افتخارات
آژاکس آمستردام
- لیگ برتر فوتبال هلند (۲): ۱۹۷۹–۸۰، ۱۹۸۹–۹۰

رئال مادرید
- لا لیگا (۳): ۱۹۸۶–۸۷، ۱۹۸۷–۸۸، ۱۹۸۸–۸۹
- کوپا دل ری (۱): ۱۹۸۸–۸۹
- سوپرجام فوتبال اسپانیا (۲): ۱۹۸۸، ۱۹۸۹*

(* برنده کوپا دل ری و لالیگا)
فاینورد
- لیگ برتر فوتبال هلند (۱): ۱۹۹۸–۹۹
- سوپر جام فوتبال هلند (۱): ۱۹۹۹